# Sándor Anna (forgatókönyvíró)
Sándor Anna, Anna Sandor (? –) magyar származású díjnyertes forgatókönyvíró.
Bár Magyarországon született, a gyermekkorát Kanadában töltötte. A karrierjét színésznőként kezdte, forgatókönyvíróvá csak a húszas évei közepén vált. A filmjei rangos díjakat nyertek, mint például az Emmy-díj, a Humanitas-díj, a Writers Guild of America Award, vagy a Gemini-díj. 1996-ban megnyerte a Margaret Collier-díjat, életművéért, amit tett a kanadai nemzetért.
Napjainkban Los Angelesben, Kaliforniában él.

## Filmjei
- 2008 - Éjféli csók (A Kiss at Midnight)
- 2008 - A lázadás kora (Mom, Dad and Her)
- 2006 - Molly és Emily (Molly: An American Girl on the Home Front)
- 2005 - Felicity (Felicity: An American Girl Adventure)
- 2004 - Riadó a fedélzeten (Tiger Cruise)
- 2001 - Az otthon kék ege (My Louisiana Sky)
- 2000 - A szeretet ajándéka (A Gift of Love: The Daniel Huffman Story)
- 1994 - Az utolsó repülés (Amelia Earhart: The Final Flight)
- 1988 - Martha, Ruth és Edie (Martha, Ruth & Edie)

## Fordítás
- Ez a szócikk részben vagy egészben  az   Anna Sandor című angol Wikipédia-szócikk fordításán alapul.  Az eredeti cikk szerkesztőit annak laptörténete sorolja fel. Ez a jelzés csupán a megfogalmazás eredetét és a szerzői jogokat jelzi, nem szolgál a cikkben szereplő információk forrásmegjelöléseként.